# Biserica de lemn din Boz

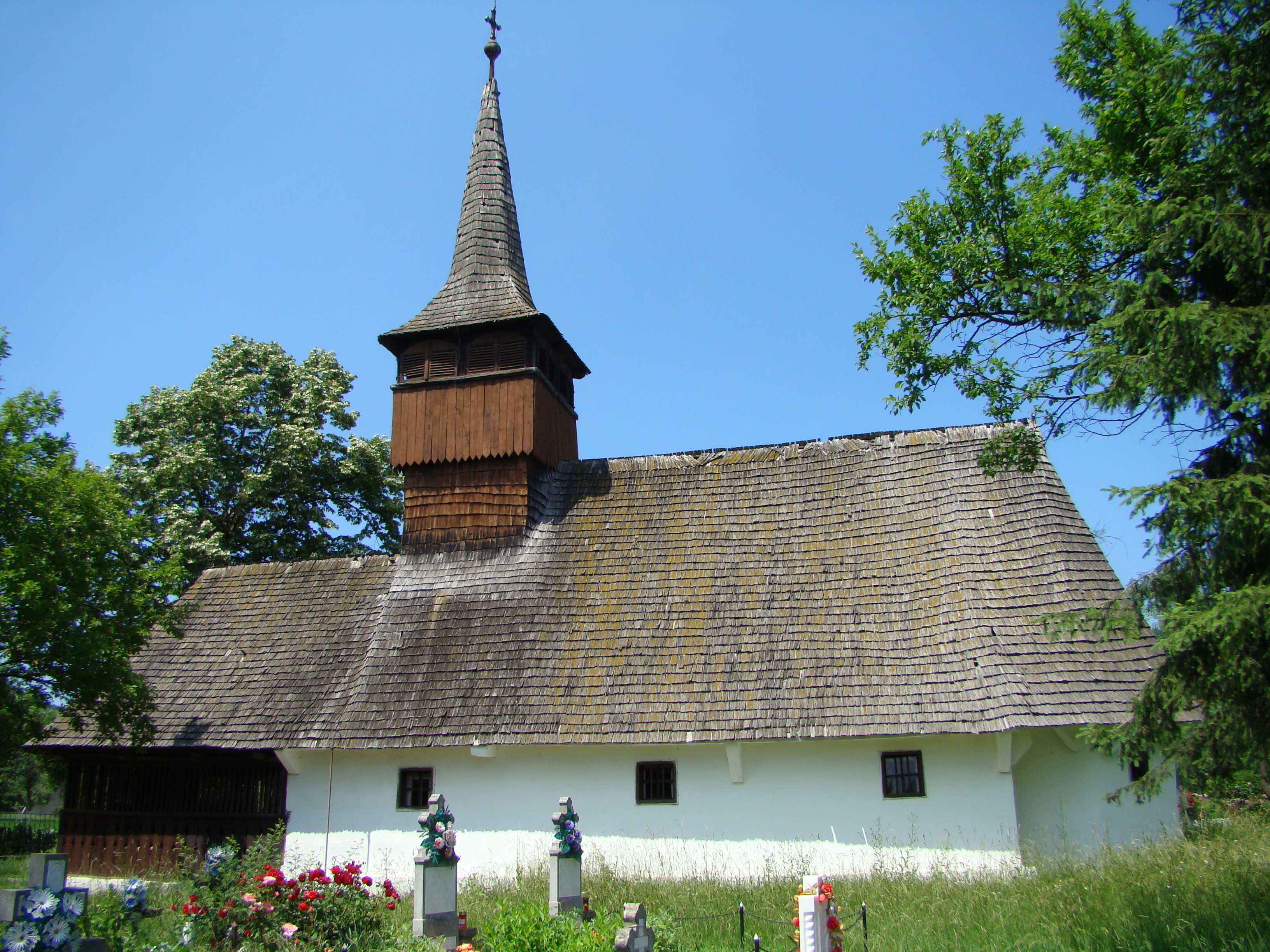
Biserica de lemn „Sf.Gheorghe” din Boz, comuna Brănişca, județul Hunedoara, foto: iunie 2009.

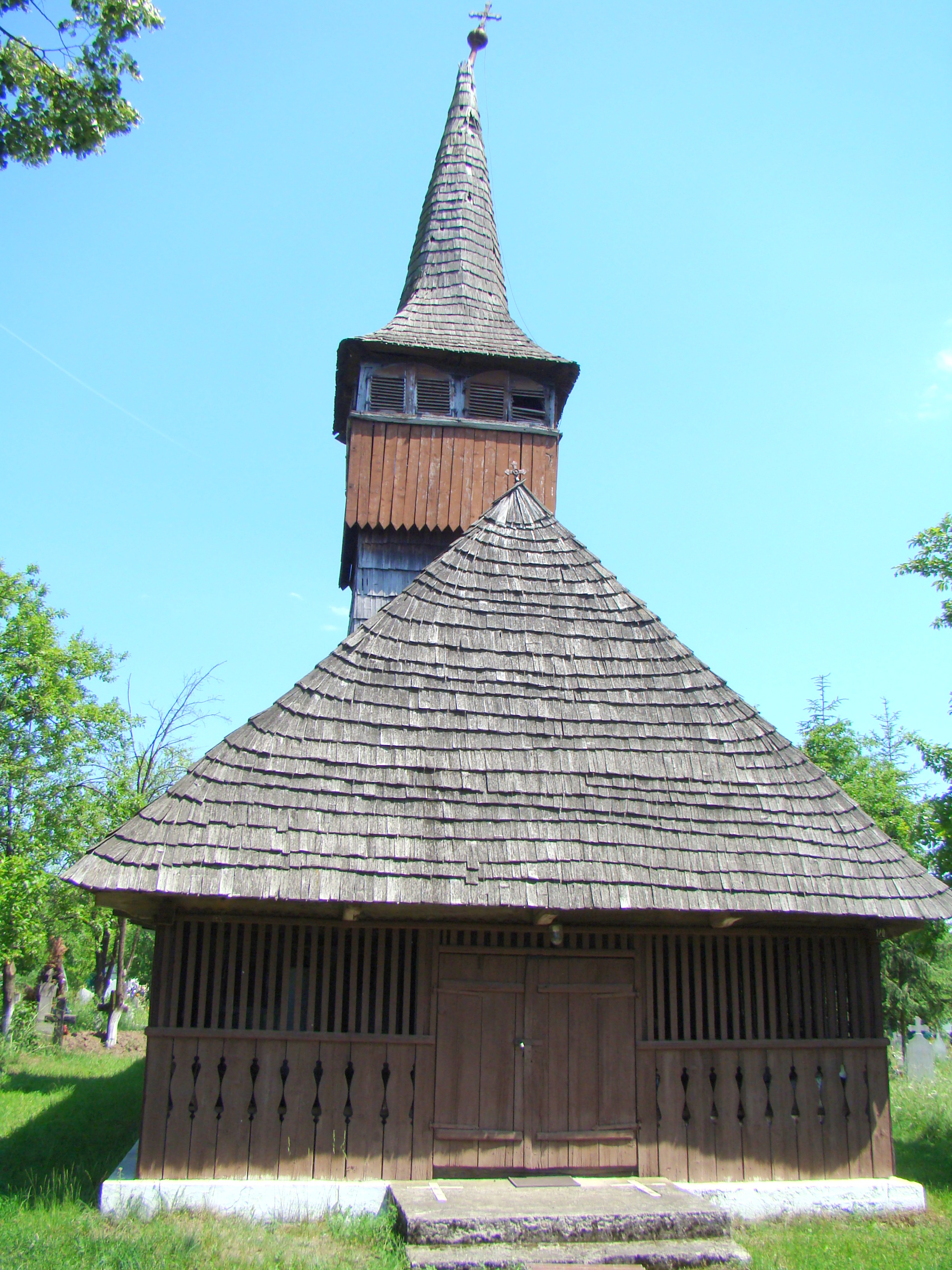
Biserica (vest)

Biserica de lemn din Boz, comuna Brănișca, județul Hunedoara a fost ridicată în secolul XVIII.. Are hramul „Sfântul Gheorghe” și figurează pe noua listă a monumentelor istorice, cod LMI HD-II-m-B-03261.

## Istoric
Anul 1701, preluat dintr-o inscripție dispărută, a fost transcris, cu cifre arabe, pe spatele tâmplei, el nefiind tăgăduit de caracteristicile constructive ale monumentului.
Nu există vreun indiciu asupra materialului din care era făcută biserica pe care a precedat-o, iar realitatea, documentată, a cnezilor români de Boz, nu include neapărat o ctitorie de piatră.
Inițial, lăcașul de lemn existent a fost mai mic, abisda răsăriteană, poligonală cu cinci laturi, îngustată de la linia pereților lungi, aparținând primei faze. În cursul secolului al XVIII-lea, poate in jurul anului 1791, nava a fost amplificată, montanții ce intervin pe la mijlocul pereților laterali constituind un argument.
O importantă etapă de lucrări s-a desfășurat la sfârșitul deceniului trei al secolului trecut. Cu prilejul ei, pereții au fost repictați, decorație amintită prin urme neconcludente. Data certă a săvârșirii lucrărilor, 1829 era săpată în piciorul de lemn al prestolului, înlăturat de puțină vreme. În 1868, a fost consolidată clopotnița, cu foișor în console, deschis pe arcade, șantierul prelungindu-se pentru adăugirea pridvorului larg, de pe vest, cuprins, sub acoperișul unitar, ale cărui pante mari sunt marcate de muchiile ce urmează treseul pereților. În aceiași vreme, suprafața exterioară a bârnelor, a fost tencuită, pe latura de vest a navei fiind încastrat un element decorativ în stuc, cu data 1872. Cu patru ani în urmă mai putea fi admirată forma consolelor, în plan înclinat, cu multiple crestături paralele ce poposeau într-un lob. Au fost, la ultima reparație, îngropate în tencuială. În același plan, prin retrageri succesive, sunt tratate și bârnele pe care se retrage bolta semicildrică a naosului. Un fragment semicilindric, pe lungimea laturilor paralele și trei fâșii curbe, prezintă elevația abisdei.
Din zestrea artistică, primită în secolul al XVIII-lea, se păstrează registrul icoanelor împărătești, asemănătoare celor de la Târnava; un tetrapod cu o luminoasă figură a lui Simeon Stâlpnicul. Pictura ușilor împărătești, cu reprezentarea Bunei Vestiri pe un somptuos fundal arhitectural, sugerează calitățile artistice ale celei murale, dispărute, căci ea poate corespunde anului 1829, când se știe că a fost realizată aceea a pereților. În pofida repetatelor intervenții, lăcașul din Boz degajă un caracter unitar, grație pitorescului acoperiș.

## Imagini

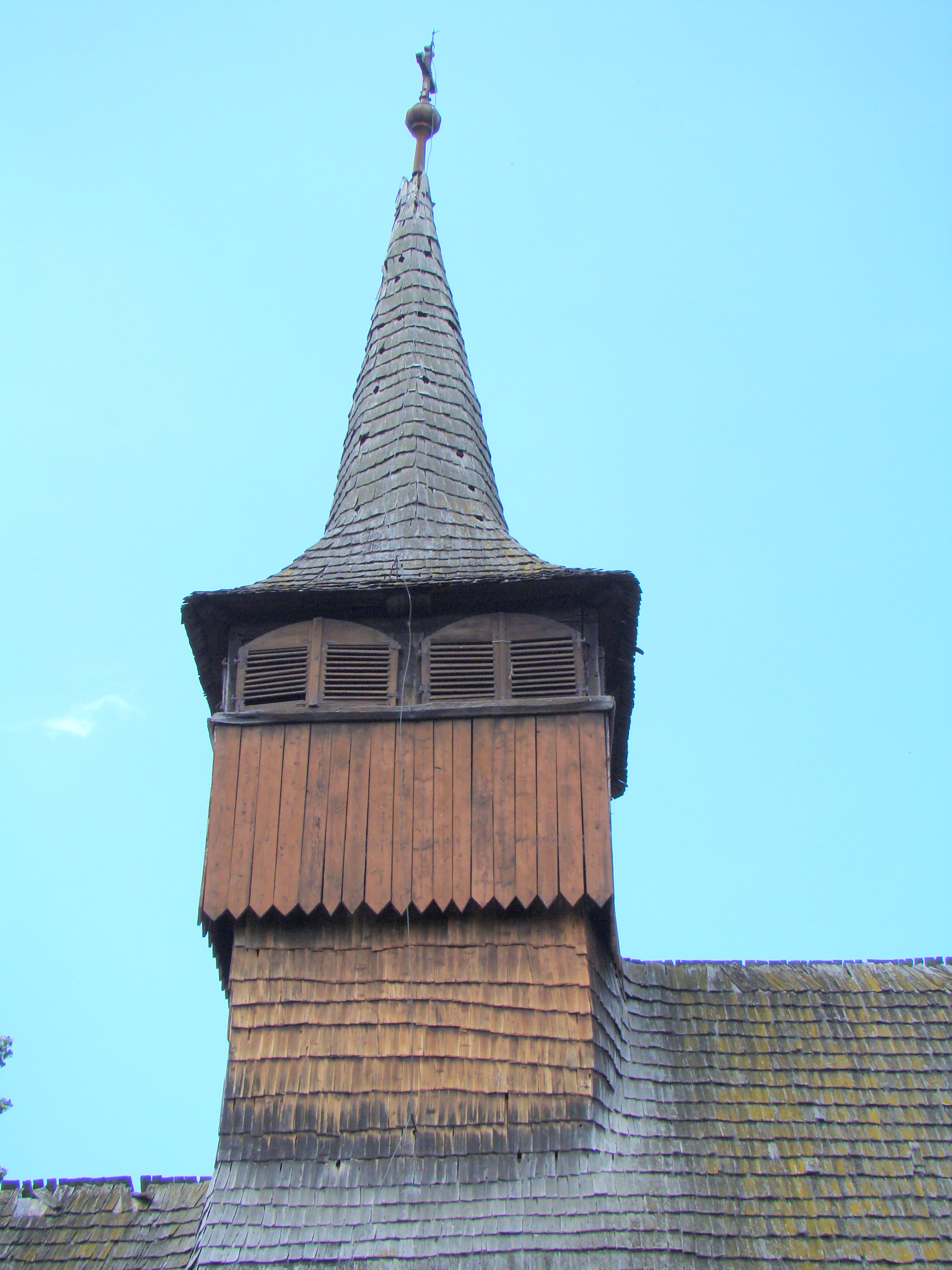
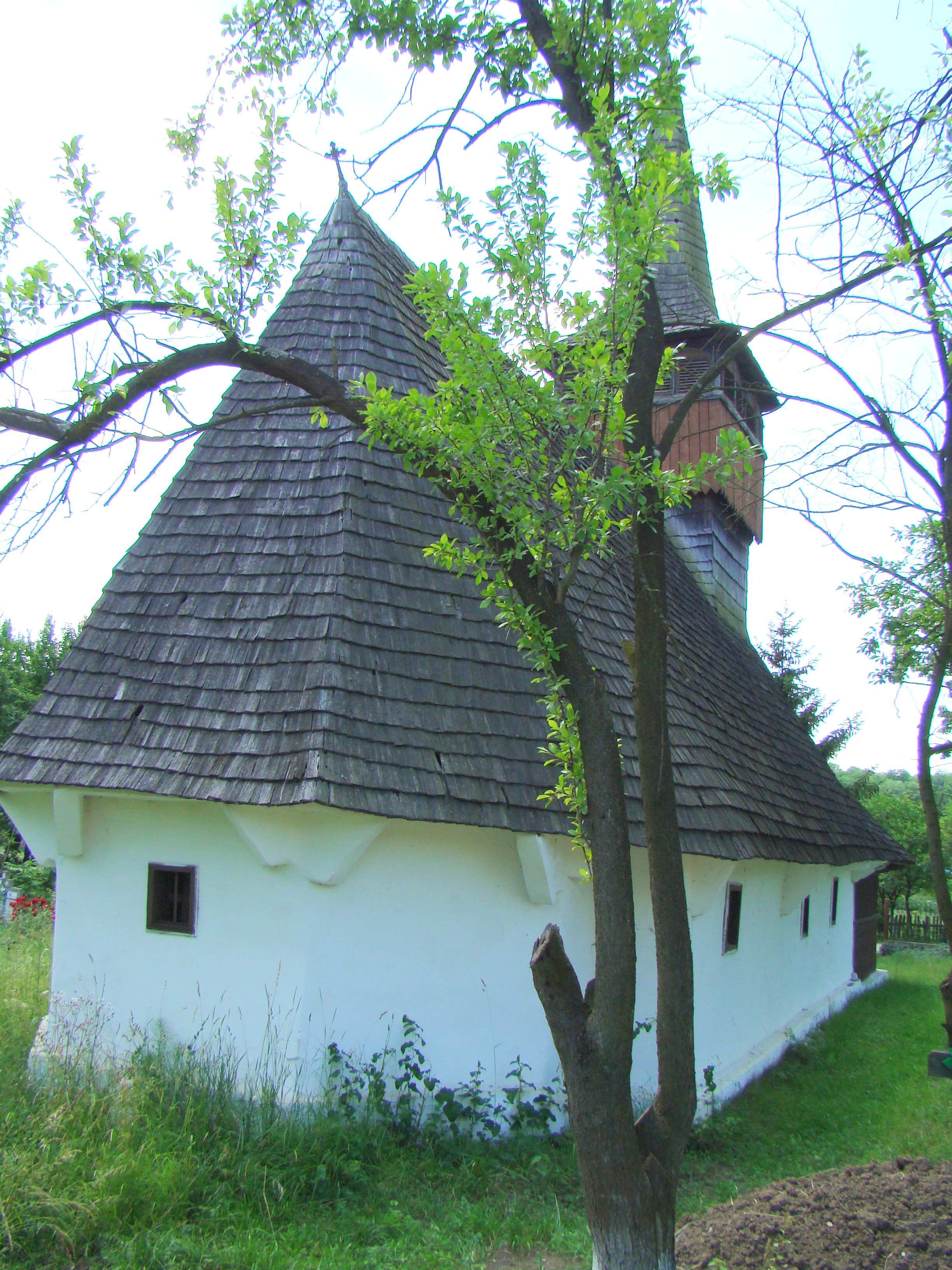
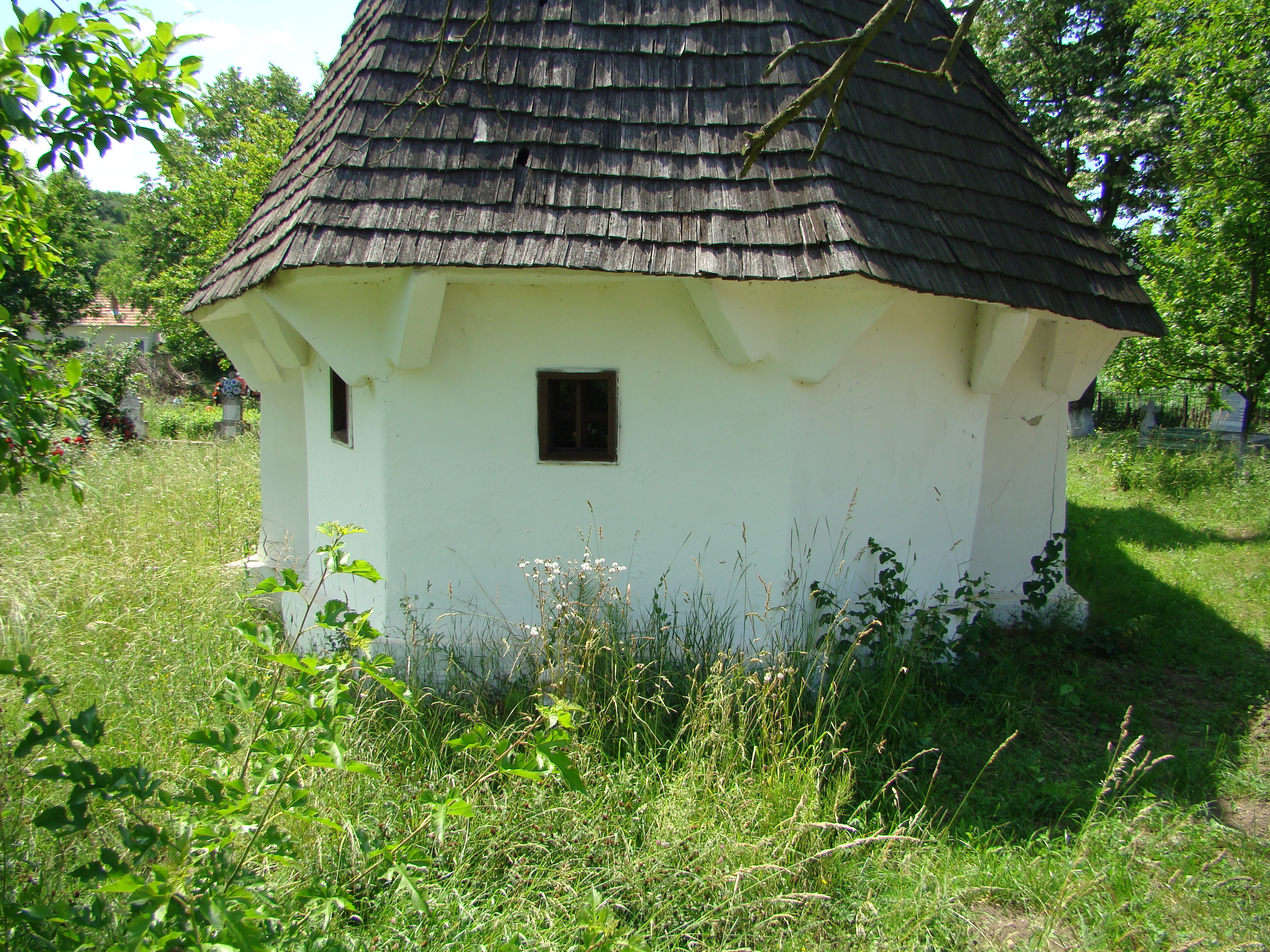
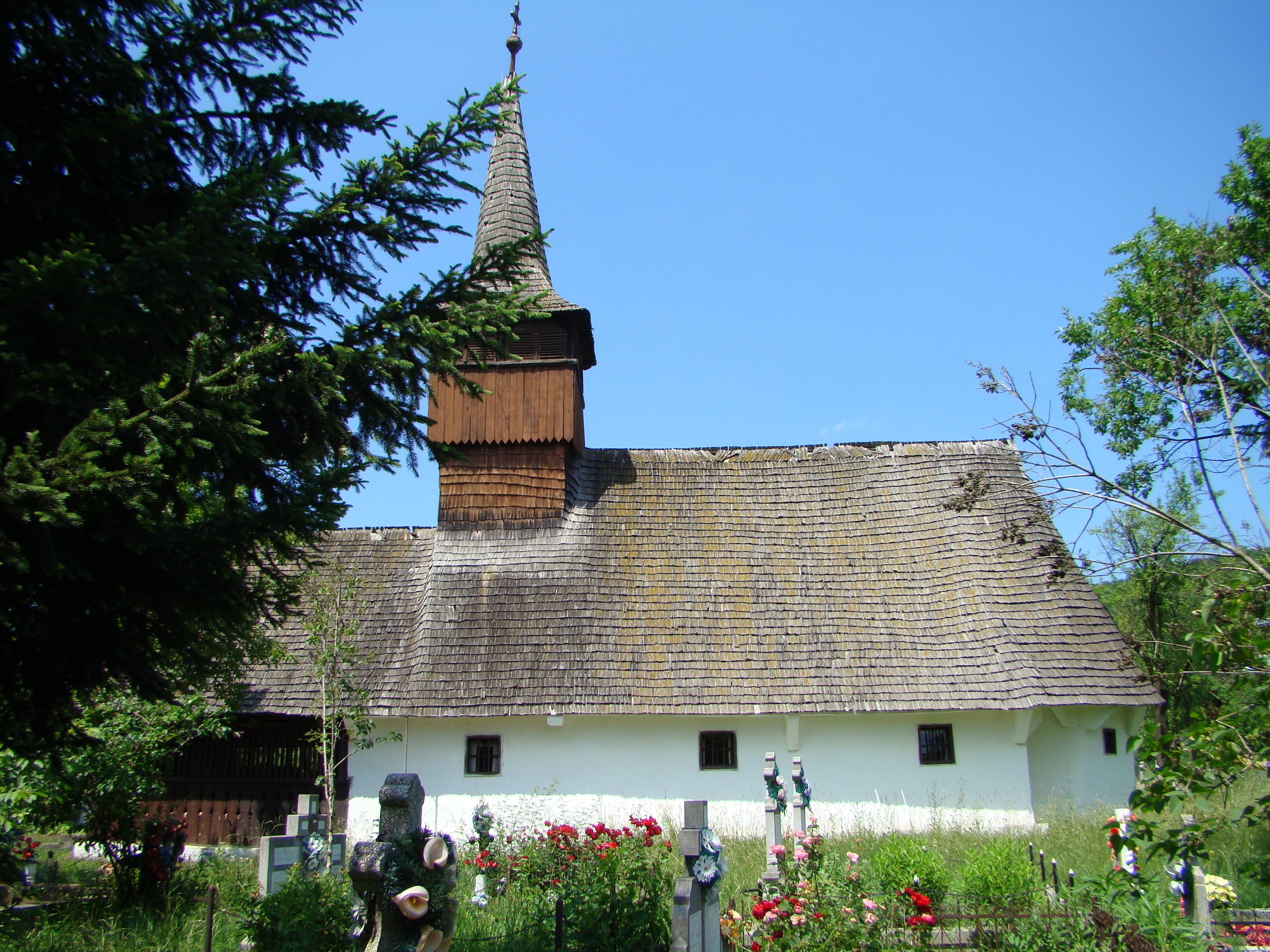
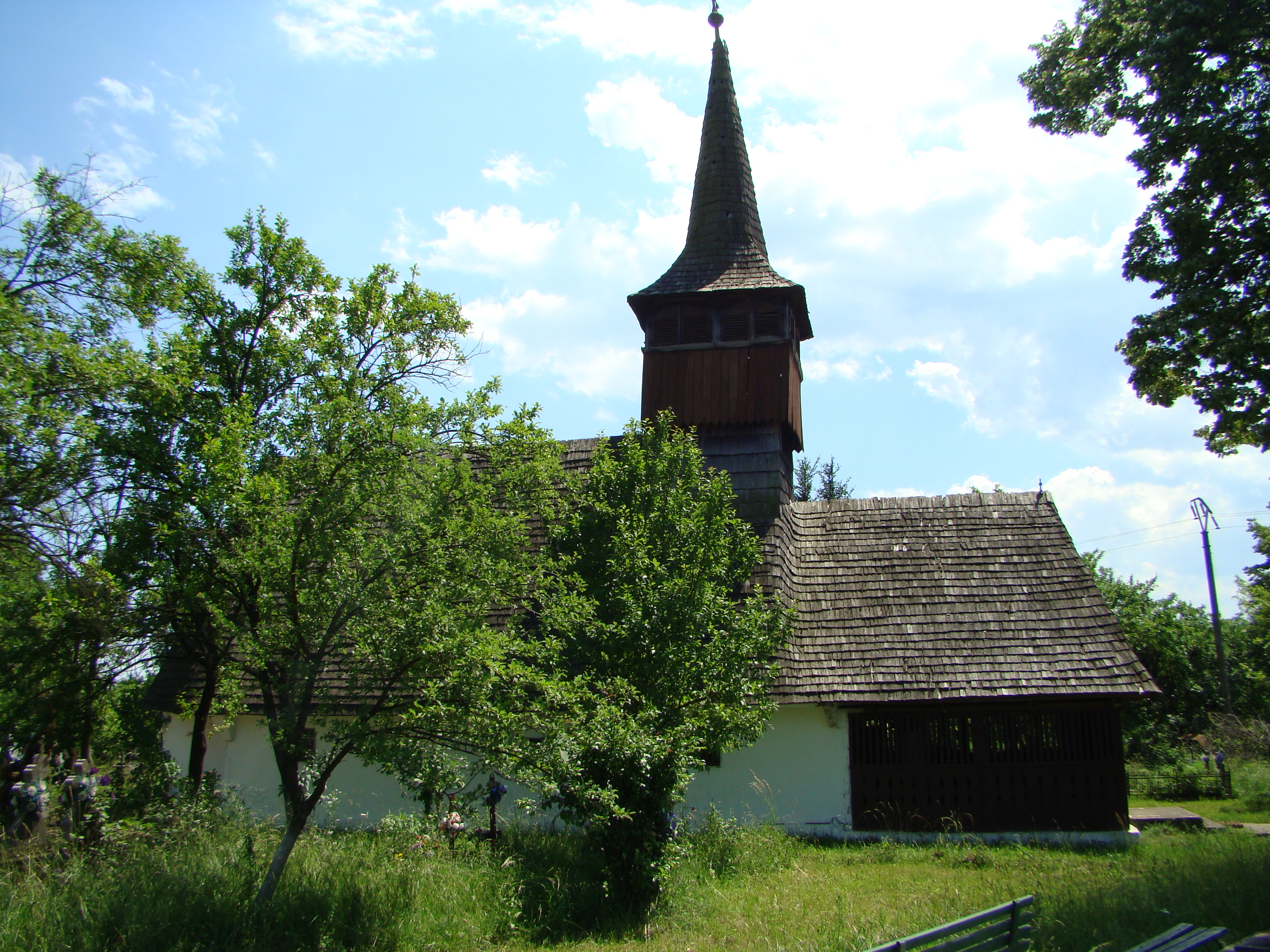
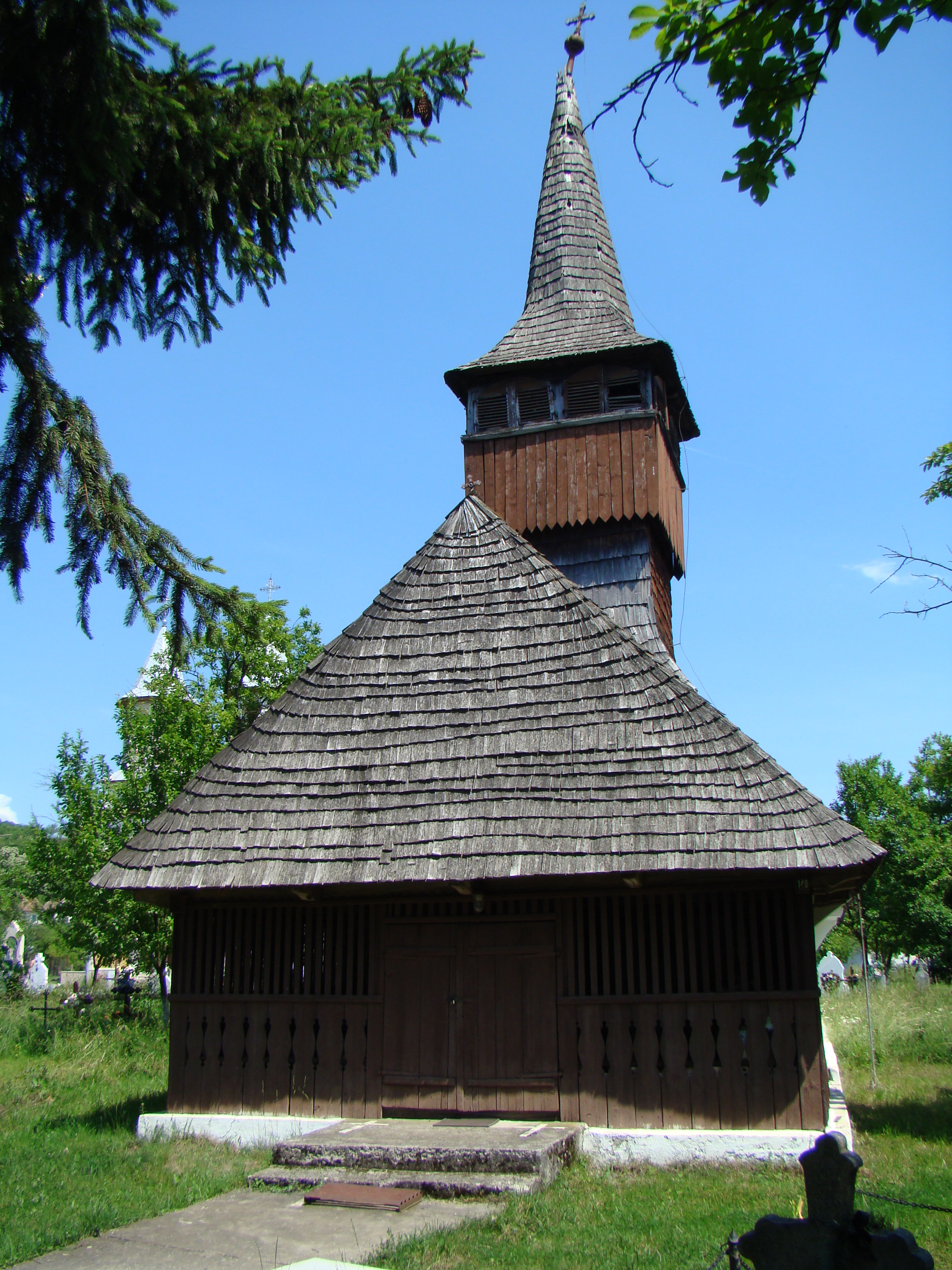